# Playa de Echentive
La Playa de Echentive o Playa Nueva de Fuencaliente es una playa de callaos (de cantos de color negro), situada en el municipio de Fuencaliente, al sur de la Isla de La Palma (Canarias, España).
La playa se formó en 1971 por la erupción del volcán Teneguía. Está en una zona aislada de núcleos de población, y posee varias charcas naturales. Está situada, además, en una zona cercana a donde se descubrieron recientemente aguas de lo que pudo ser la Fuente Santa que dio nombre al municipio de Fuencaliente.
Tiene 230 metros de longitud y una anchura media de 77 metros. Está situada dentro del Monumento Natural de los Volcanes de Teneguía.